# Шатский, Николай Сергеевич
Николай Сергеевич Ша́тский (16 [28] августа 1895, Москва — 1 августа 1960, Москва) — советский геолог-тектонист. Академик АН СССР (1953), лауреат Ленинской премии (1958), директор ГИН АН СССР (c 1956).

## Биография
Родился 16 (28) августа 1895 года в городе Москва в семье бухгалтера Сергея Николаевича Шатского и Антонины Николаевны (в дев. Слободская).
В 1910 году окончил 10-ю Московскую гимназию.
В 1913—1918 и 1921—1922 годах обучался на Естественном отделении Физико-математического факультета Императорского Московского университета, по плану занятий геология.
В 1919—1921 годах служил в Красной армии прапорщиком в артиллерии. Войсковой геолог военно-строительной части при штабе Южного фронта. Командир мостового сапёрного взвода.
В 1929 году окончил экстерном геологоразведочный факультет Московской горной академии по специальности «горный инженер».

### Семья
Дочь: Наталия. Сыновья: Сергей, Иван, Вадим (род. 18 октября 1927, Москва) — геолог. В 1952 окончил МГРИ, c 1962 в ГИН АН СССР.

## Научная деятельность
В 1918—1930 годах — ассистент и преподаватель (с 1922 года) кафедры общей геологии геологоразведочного факультета МГУ.
В 1922—1924 годах — геолог особой комиссии по изучению КМА при Президиуме ВСНХ.
В 1923—1936 годах — редактор журнала Бюллетень МОИП, отдел геологический. С 1925 года — ответственный редактор.
В 1924—1929 годах — хранитель геологического музея Московской горной академии (МГА).
В 1926—1960 — годах преподаватель (профессор с 1930), заведующий кафедрой исторической геологии МГА/МГРИ.
В 1934 году присуждена степень кандидата геолого-минералогических наук без защиты диссертации.
В 1934—1955 годах — старший научный сотрудник, с 1935 года заведующий отделом тектоники Института геологических наук АН СССР.
В 1943 году ему было присвоено звание член-корреспондент АН СССР.
В 1956—1960 годах — директор Геологического института АН СССР (ГИН).
Занимался изучением истории геологии, строением земной коры, тектоникой древних плит.
Стал одним из основоположников метода тектонического анализа и учения o геологических формациях.
Сформулировал принцип унаследованности развития геологических структур во времени, ввёл понятие рифейской группы в стратиграфии докембрия, термин «байкальская складчатость» и другие.
Изучал геологию угленосных и нефтеносных бассейнов, фосфоритов, марганцевых руд и др. С 1930-х годов изучал геологию Криворожского железорудного бассейна.  Начал составлять монографию «Закономерности размещения полезных ископаемых».
В 1953 году составил «Тектоническую карту CCCP и сопредельных стран» в разных масштабах, которые получили широкое признание за рубежом. В том же году ему было присвоено звание Академик AН CCCP. В 1958 году на Брюссельской международной выставке карты были отмечены гран-при и стали основой для составления «Международной тектонической карты Eвропы» (1964).

### Вклад в науку
Основоположник геотектонической школы в ИГН АН СССР. Установил общие закономерности в строении платформ, разработал сравнительно-тектонический метод их анализа и метод анализа фаций и мощностей осадочных образований.
Выделил рифей и байкальскую складчатость, ввёл многие понятия в геотектонике, среди них: авлакоген, антеклиза, плакосинклиналь, плакантиклиналь.
Руководил составлением геологической карты Евразии (1954, 1956) и тектонических карт СССР (1952, 1956) и Европы (1962).
Автор оригинальных теорий в геотектонике:
- Теория надвинутых покровов — для объяснения структурных форм третичных отложений Северного Кавказа (раскритикована в 1930-х годах).
- Теория тектонических брекчий — для юго-восточного погружения Кавказа.
- Закон вписанных углов на платформах — для Донецкого бассейна (1937).

В знак выдающихся заслуг Н. С. Шатский был избран членом Лондонского, Bенгерского и Чехословацкого геологических обществ.

### Научные труды
Автор более 150 научных работ, среди них:
- Шатский Н. С. О геологических исследованиях в северо-западной части 58-го листа 10-вёрстной карты Европейской части СССР // Известия Геологического ком. 1920. Т. 39. № 2. С. 102—105; То же // Отчёт о состоянии и деятельности Геологического комитета в 1919 г. Петроград.: Геологический ком., 1923. С. 102—105.
- Шатский Н. С. Балыклейский грабен и дизъюнктивные дислокации Южного Поволжья // Вестник Мос. горной академии. 1922. Т. 1. № 1. С. 13-43.
- Шатский Н. С., Иванов А. Х., Синицын В. М. [Ред.] Геологическая карта Евразии. Масштаб 1:6 000 000. М.: ГУГК при СМ СССР, 1954. 6 л.
- Шатский Н. С. [Ред.] Тектоническая карта СССР и сопредельных стран. Масштаб 1:5 000 000. М.: Госгеолиздат, 1956. 9 л.
- Шатский Н. С. [Ред.] Закономерности размещения полезных ископаемых: В 5 т. М.: Изд-во АН СССР, 1958—1962: Т. 1. 1958. 532 с.; Т. 2. 1959. 504 с.; Т. 4. М.: Госгортехиздат, 1960. 254 с.; Т. 5. Изд-во АН СССР, 1962. 631 с.
- Шатский Н. С. [Ред.] Тектоническая карта Арктики. Масштаб 1:10 000 000 / Сост. Ю. М. Пущаровский. М.: ГУГК, 1963. 1 л.
- Богданов А. А., Муратов М. В. Шатский Н. С. [Ред.] Тектоника Европы: Объяснительная записка к Международной тектонической карте Европы масштаба 1:2 500 000. М.: Наука; Недра, 1964. 364 с.
- Шатский Н. С. Избранные труды: В 4 т.: Т. 4. История и методология геологической науки. М.: Наука, 1965. 398 с.

## Награды
- 1945 — орден Ленина (27 августа) — за выдающиеся заслуги в области геологии и подготовки научных кадров, в связи с 50-летием со дня рождения
- 1945 — орден Трудового Красного Знамени
- 1946 — Сталинская премия II степени —за научную работу «Очерки тектоники Волго-Уральской нефтеносной области и смежной части западного склона Южного Урала» (1945)
- 1953 — орден Ленина
- 1958 — Ленинская премия — за научное руководство составлением тектонической карты СССР и сопредельных стран в масштабе 1:5 000 000 (1956)

## Память

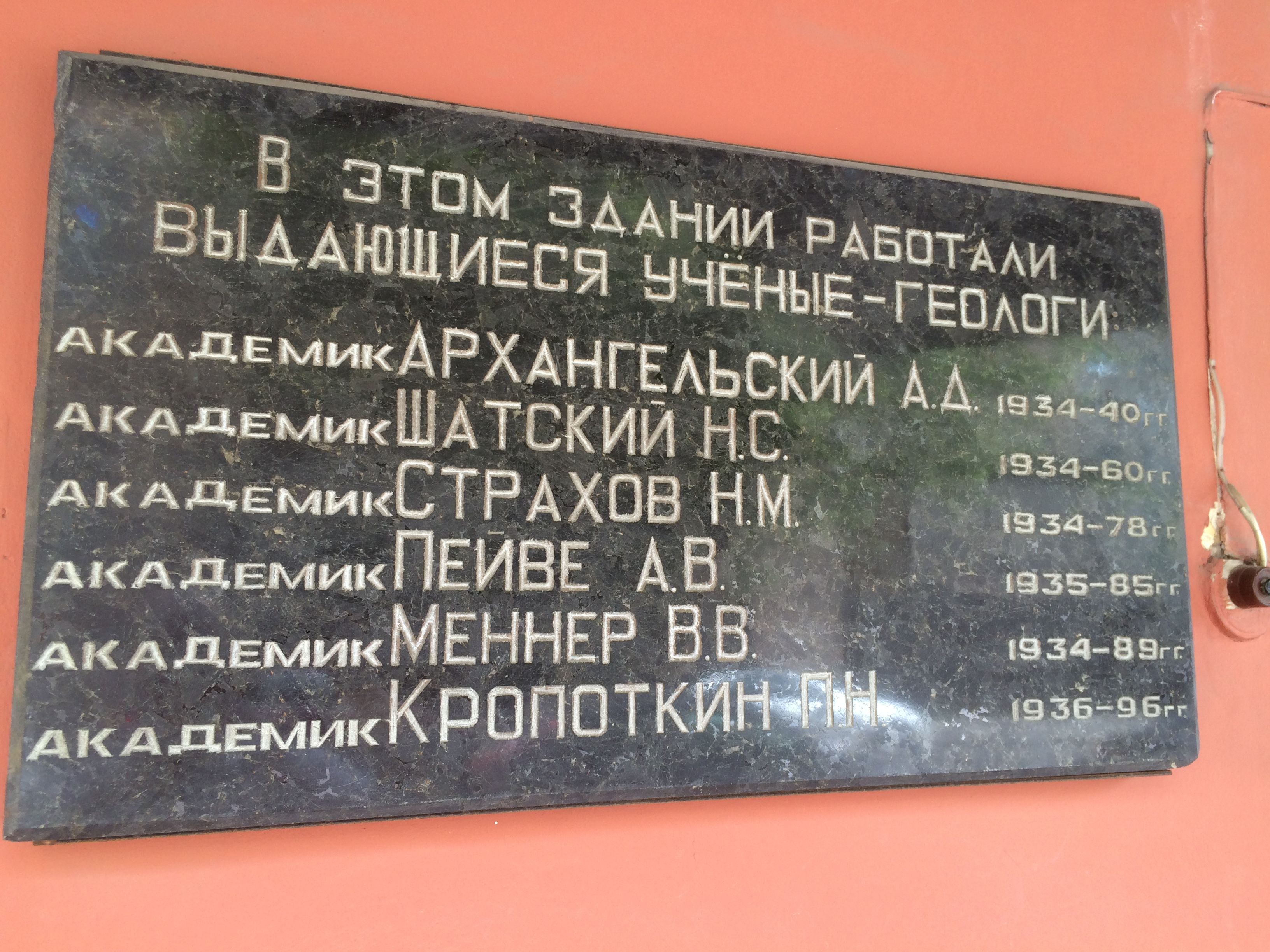
Имена академиков на здании ГИН в Москве

- Премия имени Н. С. Шатского — премия АН СССР (РАН) за выдающиеся работы в области геологии и тектоники.
- Возвышенность Шатского — подводная гора в Тихом океане к востоку от Японии[7].
- гора Шатского в Антарктиде (Земля Королевы Мод, 72°02′ ю.ш., 13°19′ в.д., гора нанесена на карту в 1961 году, название присвоено в 1966 году)[7].
- гора Шатского (Курильские острова, остров Парамушир)[7].
- Академик Шатский — научно-исследовательское судно для морской сейсморазведки.